# Kore de Frasiclea
La Kore de Frasiclea és una estàtua funerària grega arcaica de l'artista Aristió de Paros, creada entre el 550 i 540 abans de la nostra era. La trobaren acuradament soterrada a l'antiga ciutat de Mirrinunte (l'actual Merenda) de l'Àtica i fou excavada al 1972. L'excepcional conservació de l'estàtua i la naturalesa intacta dels elements de policromia fan d'aquesta kore una de les obres més importants de l'escultura grega arcaica.

## Història
La Frasiclea i les korai àtiques són les estàtues del segle vi ae més ben conservades conegudes. Representen un tipus d'estàtua femenina arcaica destinada específicament a ús funerari.
És una escultura feta amb marbre de Paros que presenta una notable policromia, com se'n pot veure en el cabell i en el vestit. Sembla que la pell es cobrí amb una mena de goma aràbiga per a donar-li un aspecte realista. Aquesta pràctica també s'observa en la mateixa època, utilitzada en els sarcòfags de les mòmies egípcies.
La seua conservació fou tan extraordinària perquè la soterraren en una "fossa dissenyada a mesura". Es creu que les circumstàncies de l'enterrament es degueren al retorn del tirà Pisístrat. Com estava consolidant el poder polític sobre Atenes, al seu retorn a la ciutat ell i els seus seguidors van tractar d'expulsar-ne qualsevol família que no estigués d'acord amb la seua autoritat. Els estudiosos creuen que la família dels alcmeònides d'Atenes encarregà l'escultura i el seu posterior enterrament. La frescor de l'estàtua indica que aquesta poderosa família encara plorava la jove quan Pisístrat tornà a Atenes. Això es veu corroborat per l'absència de mutilacions en la kore. A més, l'antic orador grec Isòcrates deixà constància que els seguidors de Pisístrat «no sols demoliren les cases dels alcmeònides, sinó que fins i tot van obrir-ne les tombes».

## Etimologia
El nom Frasiclea deriva de la paraula grega arcaica "kléos", que significa 'fama'. La paraula era important per a la cultura grega arcaica i també per a la família alcmeònida. Part d'una tradició familiar dels alcmeònides consistia a atorgar noms de pila derivats de kléos. Això es repeteix de generació en generació, inclosos els noms Megaklês, que significa 'gran fama', Kleisthénēs, que significa 'fama forta', i Periklês, que significa 'àmplia fama'.

## Inscripció

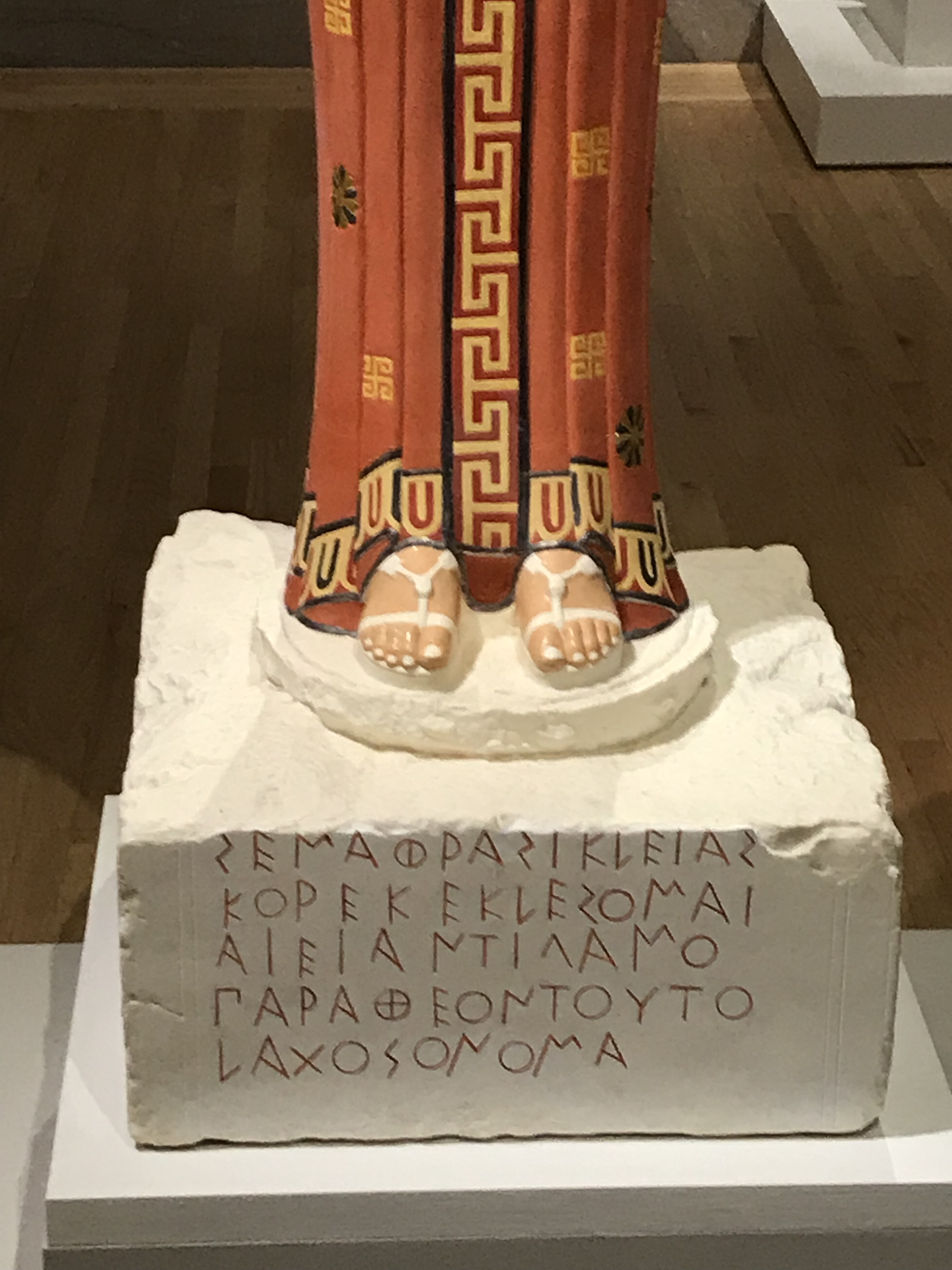
Inscripció del front

Michel Fourmont, que visità Grècia als anys 1729-1730, descrigué un bloc de marbre amb una inscripció que es trobava a l'església de Panagia (Tots els Sants) de Merenda. La inscripció era il·legible abans de ser utilitzada en l'església, però la van reconstruir.

### Inscripció frontal

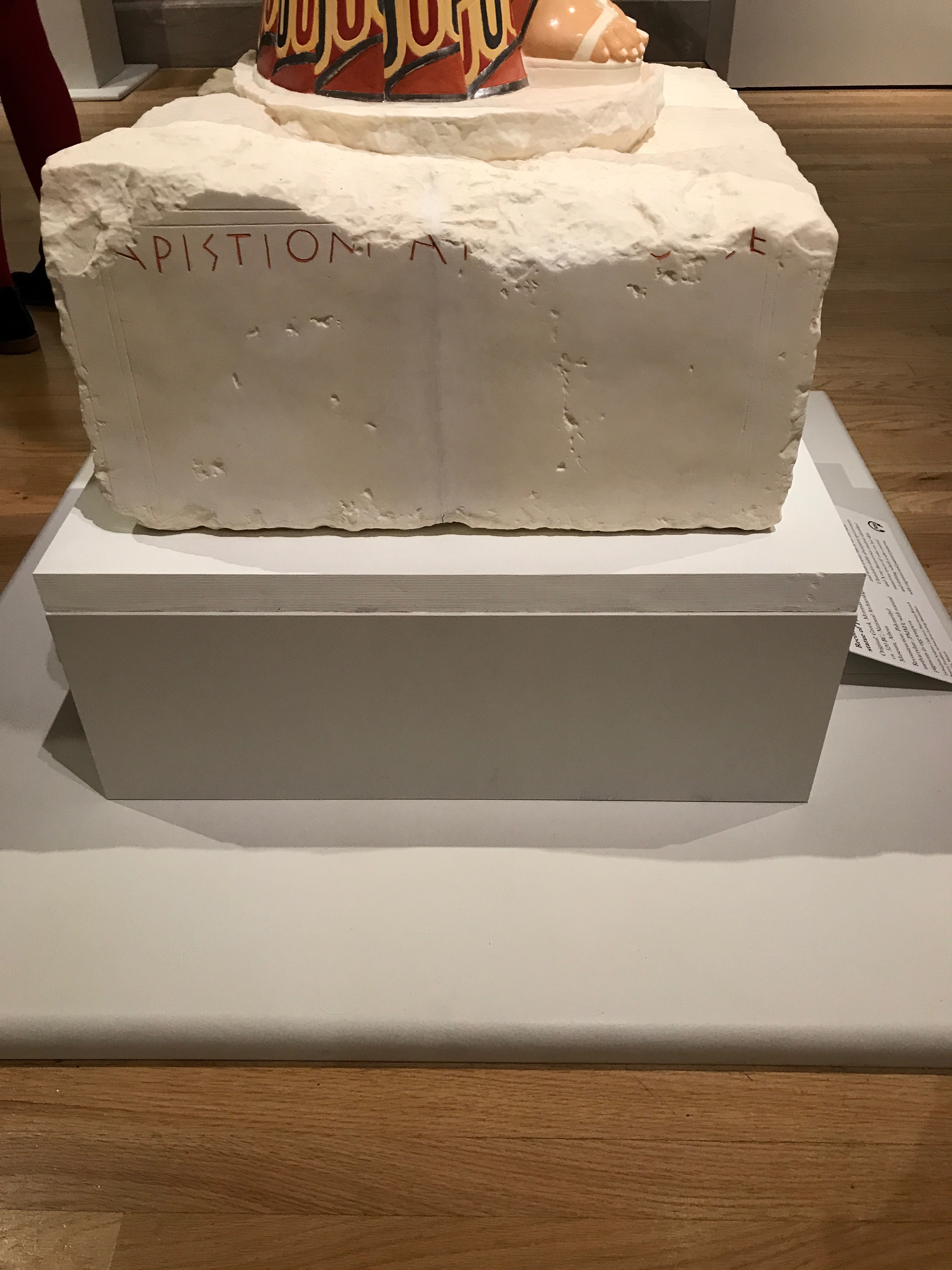
Inscripció d'Aristió de Paros en la Kore de Frasiclea (costat esquerre)

| Grec                                                                 | Grec                                                                              | Català                                                                                         |
| -------------------------------------------------------------------- | --------------------------------------------------------------------------------- | ---------------------------------------------------------------------------------------------- |
| ΣΕΜΑΦΡΑΣΙΚΛΕΙΑΣ ΚΟΡΕΚΕΚΛΕΣΟΜΑΙ ΑΙΕΙΑΝΤΙΓΑΜΟ ΠΑΡΑΘΕΟΝΤΟΥΤΟ ΛΑΧΟΣΟΝΟΜΑ | Σῆμα Φρασικλείας. Κόρη κεκλήσομαι αἰεί, ἀντὶ γάμου παρὰ θεῶν τοῦτο λάχουσ' ὄνομα. | Tomba de Frasiclea. Sempre e diran "xiqueta" perquè he rebut aquest nom en lloc del matrimoni. |

### Inscripció al costat esquerre
| Grec                       | Grec                           | Català                     |
| -------------------------- | ------------------------------ | -------------------------- |
| ΑΡΙΣΤΙΟΝΠΑΡΙ[ΟΣΜΕΠ]Ο[ΙΕ]ΣΕ | Ἀριστίων Πάρι[ος μ' ἐπ]ο[ίη]σε | Aristió de Paros em va fer |

El 1968, la base de la columna en fou retirada i dipositada al Museu Epigràfic d'Atenes, i després al Museu Arqueològic d'Atenes durant molts anys. El 1972, l'arqueòleg Efthymios Mastrokostas va descobrir dues estàtues de marbre a les tombes de Mirrinunte, el Kuros (NAMA 4890) i la Kore de Frasiclea. Les dues estàtues coincidien amb la inscripció trobada en els blocs, descoberts a l'església de Panagia, situada a només 200 m d'on s'excavaren les escultures. Les dues estàtues eren en una fossa, segurament enterrades quan l'exèrcit aquemènida envaí l'Àtica en el 480 abans de la nostra era.
A la part inferior de les estàtues es descobrí un anell irregular de plom; basant-se en aquesta massa de plom es feu una comparança entre les escultures i el bloc de marbre. La comparació determinà que l'anell de plom encaixava perfectament en la base de marbre descoberta per Fourmont que assegurava el plint de la kore, i en confirmava la connexió entre ambdues. La Kore de Frasiclea i el sòcol s'ajuntaren després de 25 anys, i també es confirmà que l'estàtua havia estat realitzada per l'artista Aristió de Paros. A penes hi ha estàtues en què es conserven totes dues peces, com en la tomba de Frasiclea.
Abans d'aquesta unió, Aristió de Paros era conegut per una sèrie d'inscripcions, però mai se l'havia associat oficialment amb una obra singular. L'epigrama trobat a la base de marbre que l'identificava pot ser l'exemple àtic més antic que es conserva d'una inscripció estèquedon (stokheidon), estil de text en què les lletres estan espaiades uniformement i alineades tant verticalment com horitzontal.
L'estàtua és actualment al Museu Arqueològic Nacional d'Atenes i s'exposa a la sala 11, amb número d'inventari 4889.

## Descripció

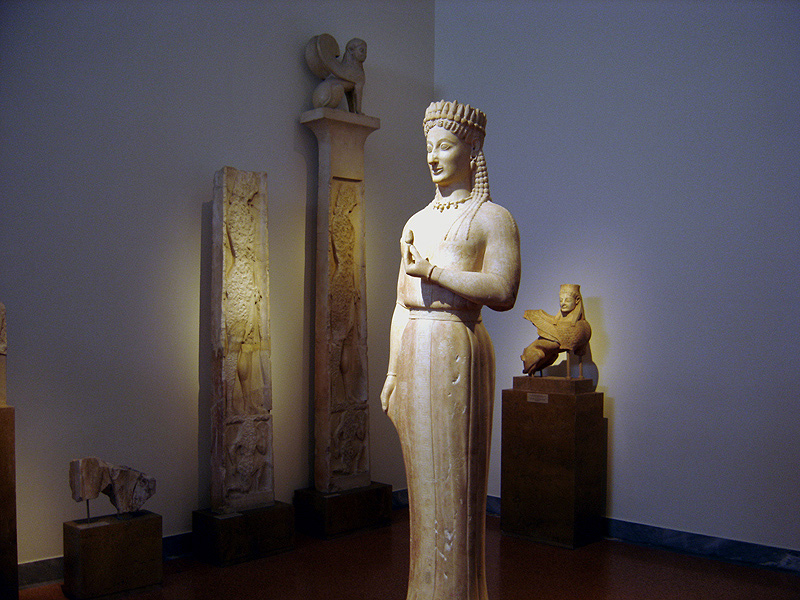
La Kore Frasiclea en la seua instal·lació actual

L'escultura de marbre de Paros que es trobà quasi completa —sense el braç esquerre, que està trencat des del canell—, es pot veure de front: té una altura de 2,115 m amb base; s'alça sobre un plint de 26 centímetres d'alçada. Sense la base, l'escultura té una alçada d'1,79 m i és, per tant, de grandària natural. Com suggereix la inscripció, es tracta d'una jove que va morir soltera, per això sempre se la denominarà xiqueta. Està dempeus i vesteix un quitó llarg adornat amb rosetes, estreles i esvàstiques; una ampla banda decorada amb greques li recorre de dalt a baix la part de davant del cos. A la part inferior, la túnica és decorada amb fulles acolorides. Duu un cinyell adornat al voltant dels malucs. Se li veu la part davantera dels peus i les sandàlies. Deixa penjar el braç dret i manté el quitó amb la mà. El braç esquerre està doblegat davant del pit i a la mà té una flor de lotus encara tancada. Al cap porta una corona alta de flors, en part de lotus. Al coll duu un collaret, arracades a les orelles i una polsera en cada braç. Els cabells llargs, arrissats i amb flocs, molt treballats, li cauen en part per darrere de l'esquena i en part cap endavant, des de les espatles fins al pit. El cabell és ondulat, no trenat. Es reconeixen restes de la pintura anterior. En diversos llocs del quitó hi ha pintura vermella.

## Simbolisme
D'acord amb Svenbro, pot estar inspirada en la dea Hèstia. Tal com es defineix en l'Himne homèric Afrodita, es fa referència explícita a Hèstia com a kúrē, que jura ser verge per sempre. L'himne explica que Hèstia fou cridada per Zeus per a ser honorada com una dea, en lloc de romandre en la terra per a casar-se. Prova d'això és l'epigrama de la Kore de Frasiclea; «Kore (donzella) haig de ser anomenada sempre; en lloc de matrimoni, pels déus aquest nom esdevingué el meu destí».

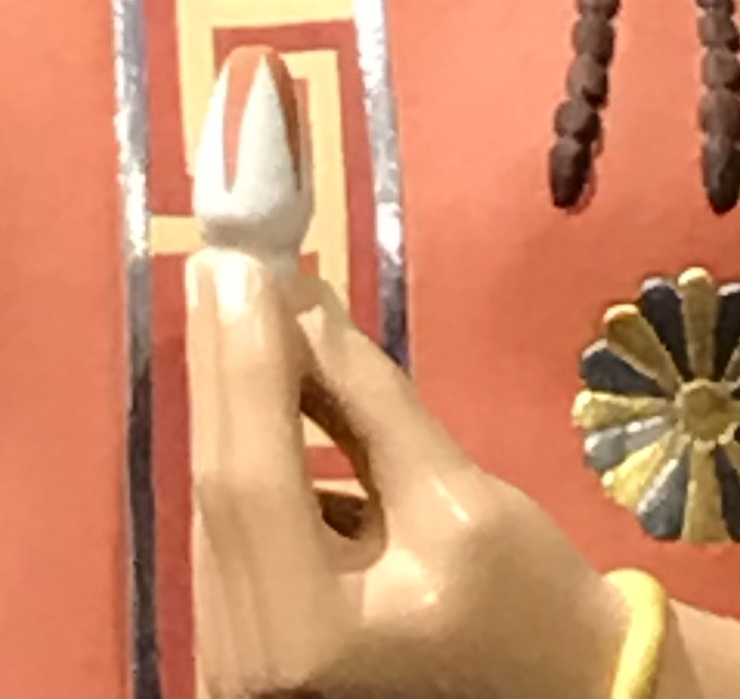
Capoll de flor de lotus a la mà esquerra

El lotus, a la corona i a la mà esquerra de Frasiclea, és un símbol funerari egipci emprat pels grecs. Devia ser costum adornar el difunt amb una corona floral, com la que es veu en aquesta escultura. La corona de lotus podria tenir un doble significat: la forma redona, amb els capolls de lotus en forma de llança que componen la corona, pot fer referència a les portes de l'inframon. El lotus no sols s'usa en la corona, també el sosté a la mà la kore; es creu que representa la jove Frasiclea: «arrencada abans que pogués florir», en la seua condició de verge i soltera en el moment de morir.

## Funció
La funció principal de la Kore de Frasiclea era la d'estàtua funerària o ofrena. En aquest cas, marcava la tomba d'una jove que havia mort soltera. Així ho confirma la inscripció del pedestal, a més a més del simbolisme de les joies, el pèplum i la flor de lotus fets servir en l'escultura.

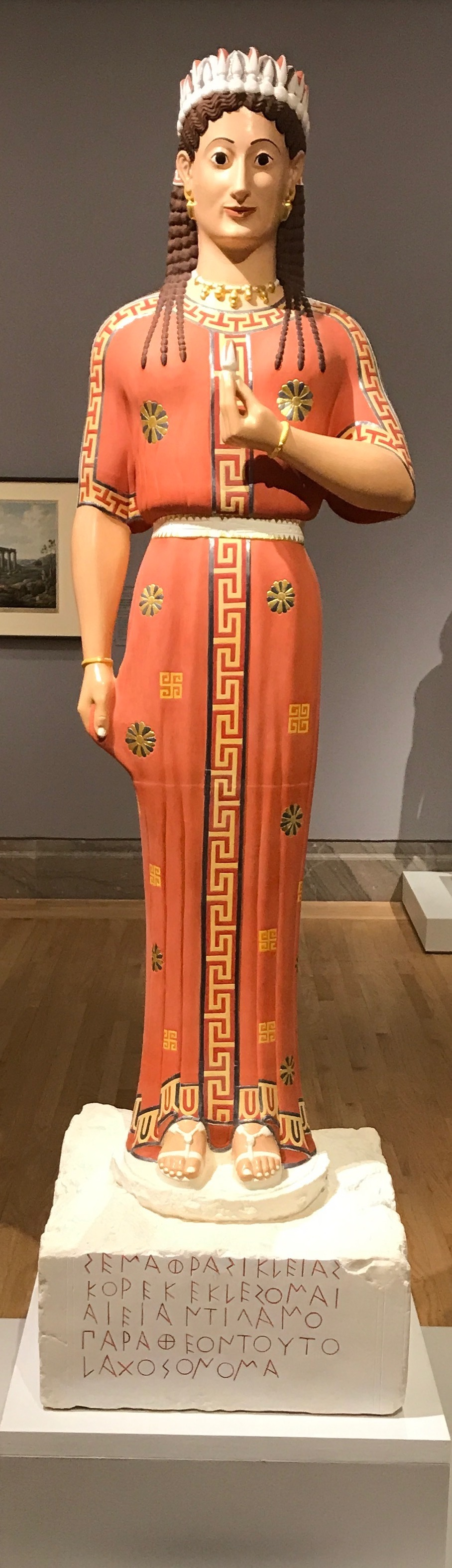
Restauració de policromia completa de l'estàtua, en l'exposició Gods in Color en la Legion of Honor, San Francisco, CA (2017)

## Policromia
Una reconstrucció de la policromia de la kore palesa un impressionant ús d'onze pigments vermells, grocs, negres i blancs distints. Només el color de la pell fa servir una barreja de plom blanc, ocre roig i ambre marró clar per a aconseguir una qualitat mimètica. A més a més, l'estàtua és adornada amb aplicacions d'or i plom.
S'ha fet una possible recreació de l'estàtua mitjançant la reconstrucció de Brinkmann reflectint el pigment visible existent que resta en l'escultura i amb l'ajut de tecnologia com ara l'espectrometria d'absorció ultraviolada visual i l'anàlisi de fluorescència de rajos X  per a detectar rastres de color, gravats i motius pintats.

## Galeria

Diversos angles i primers plans
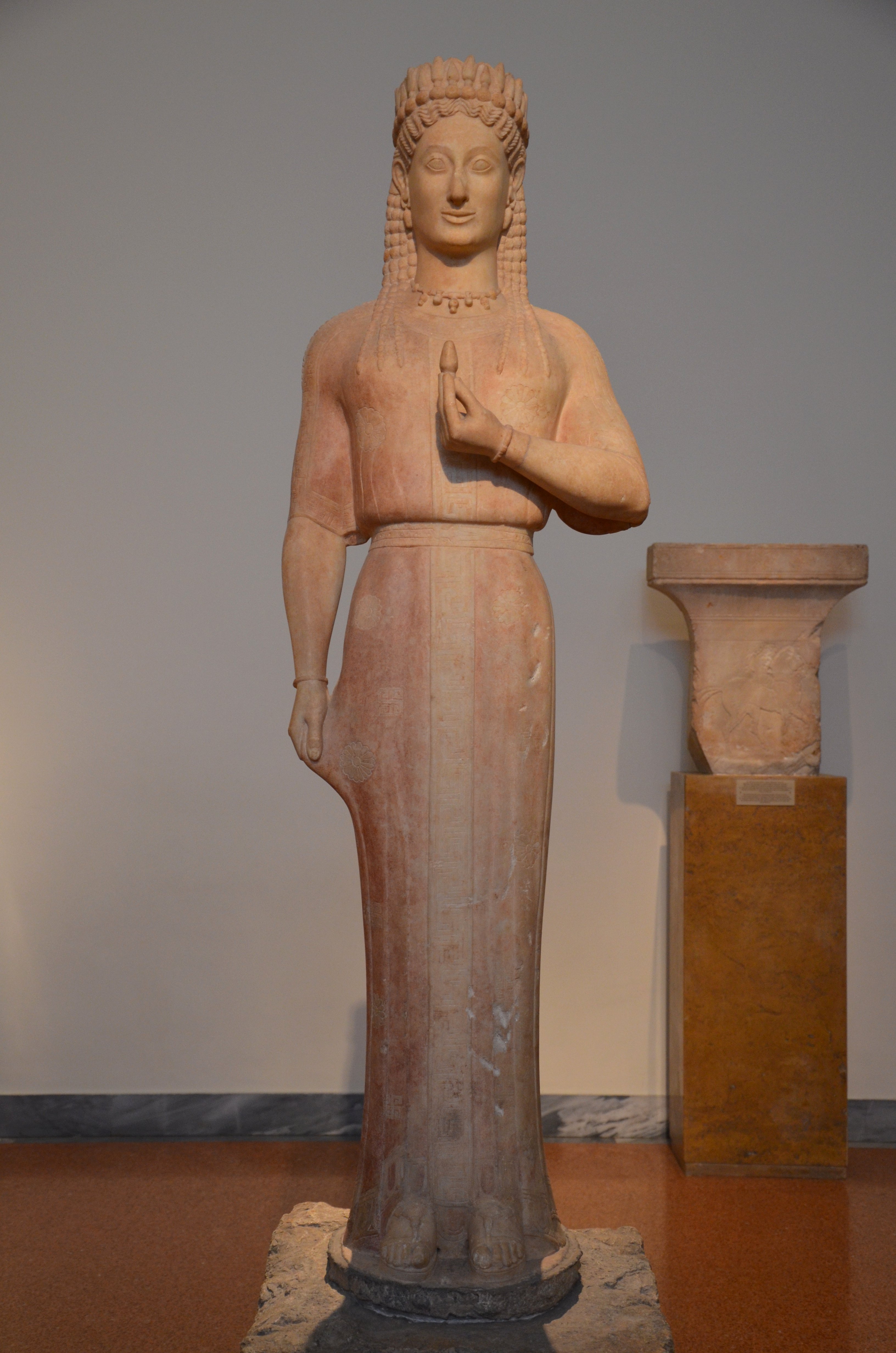
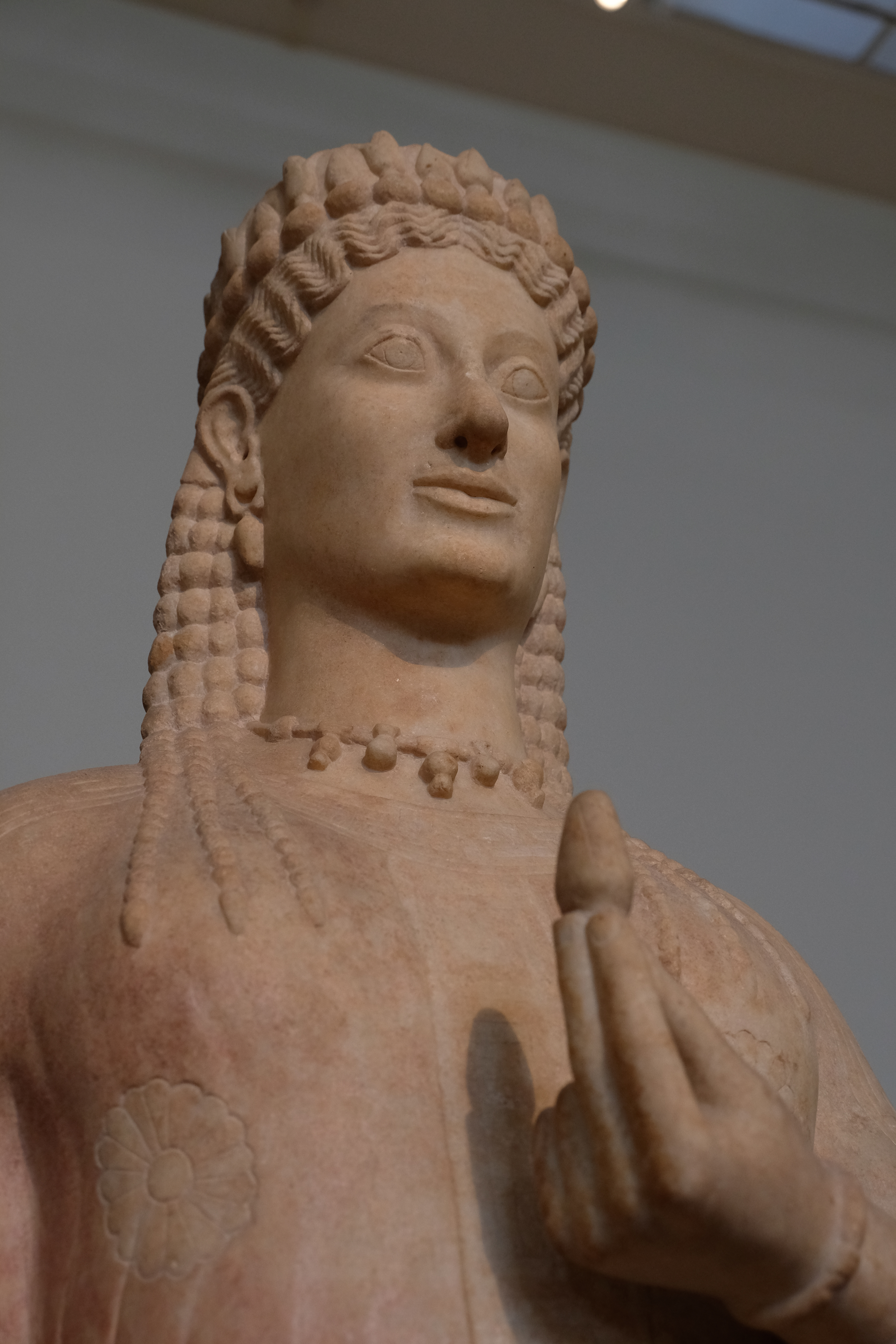
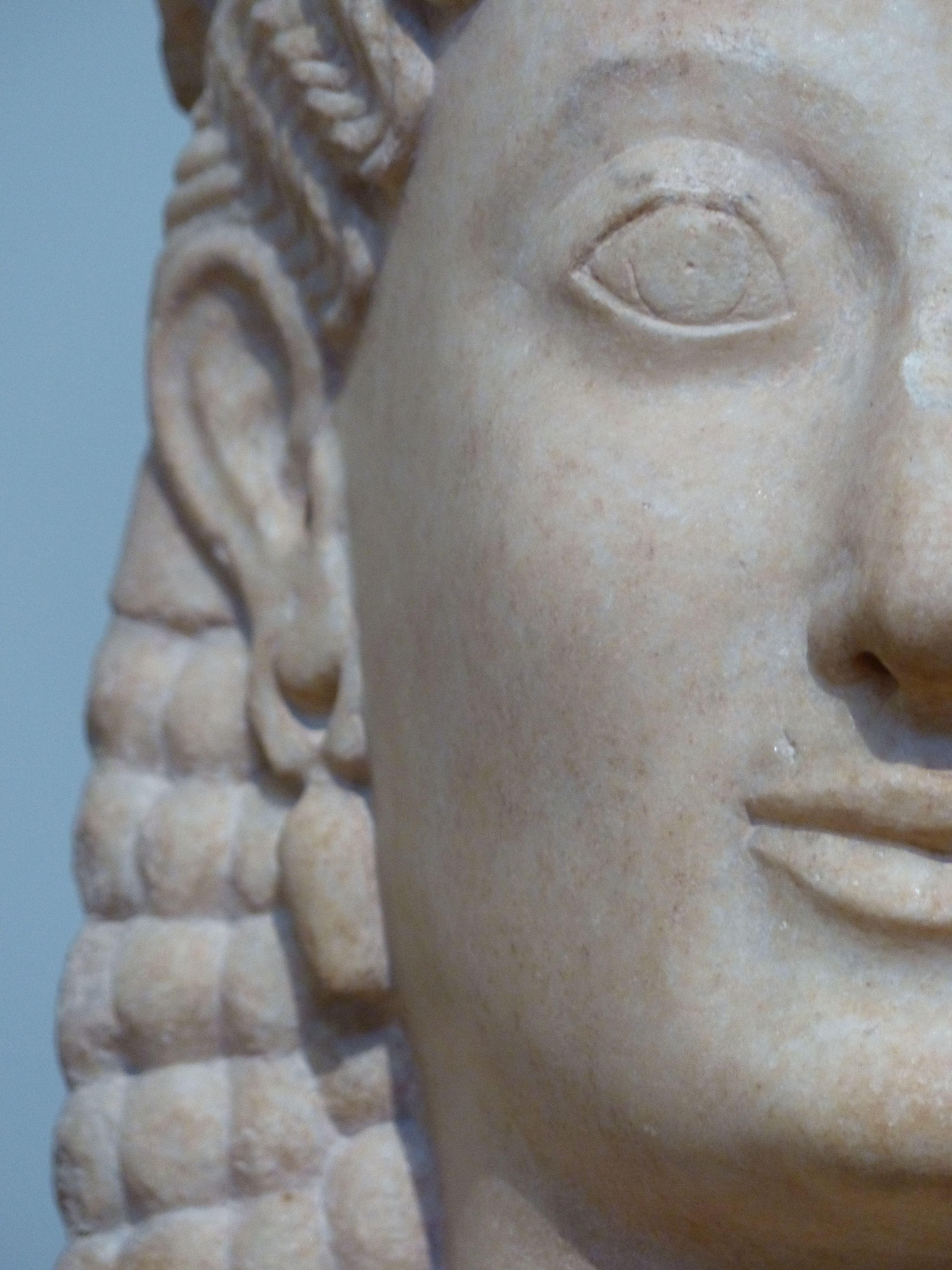
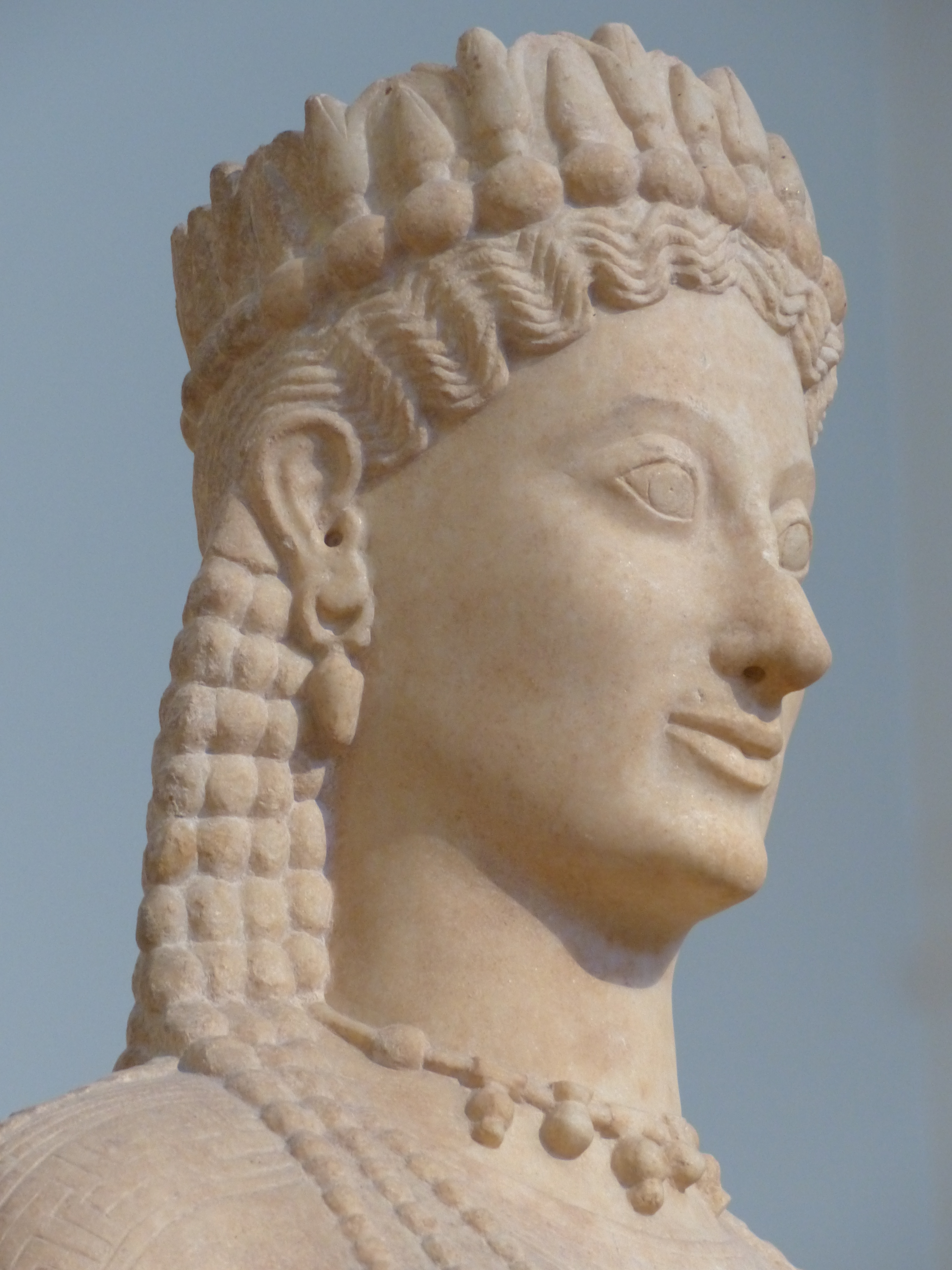
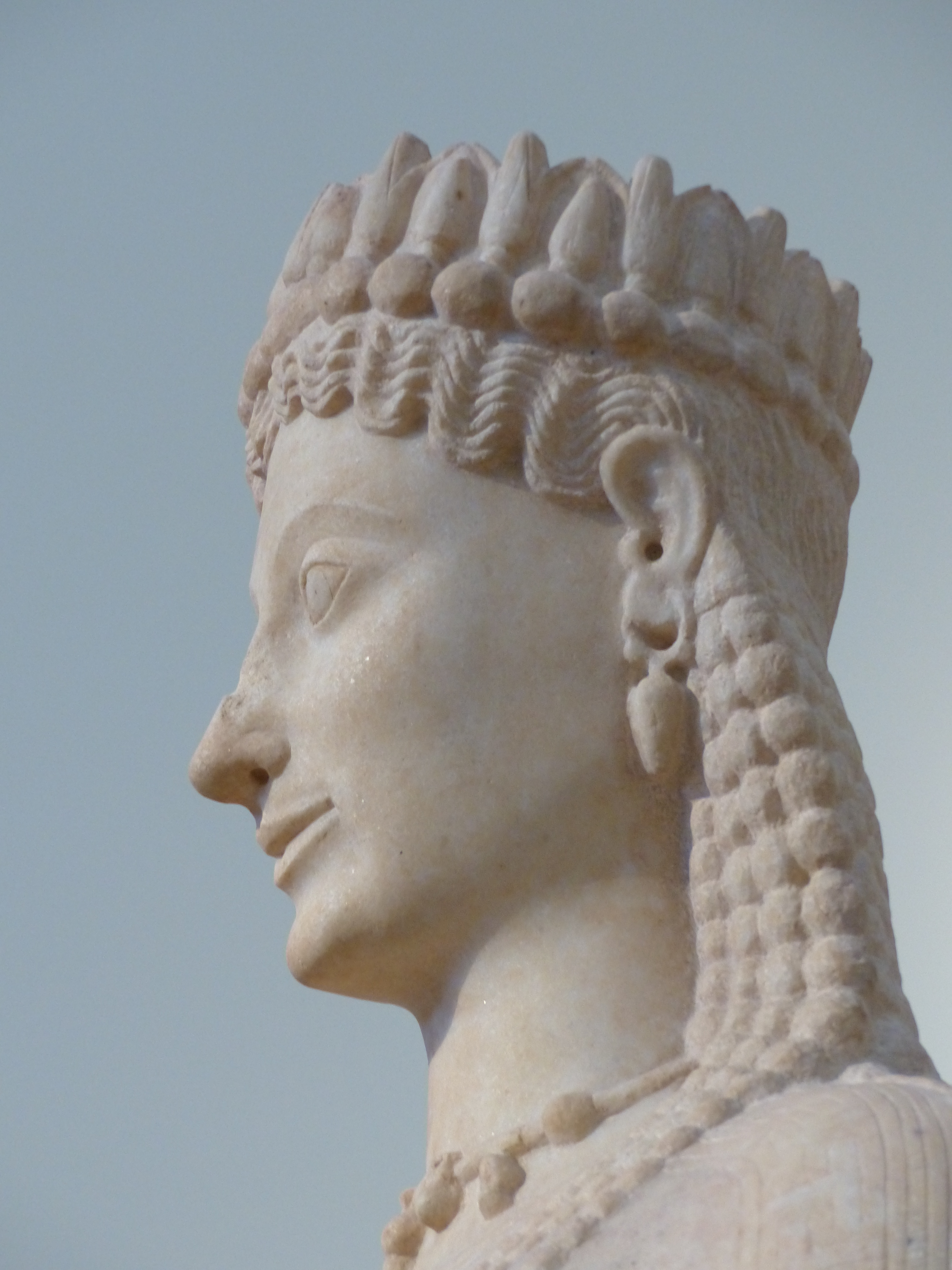
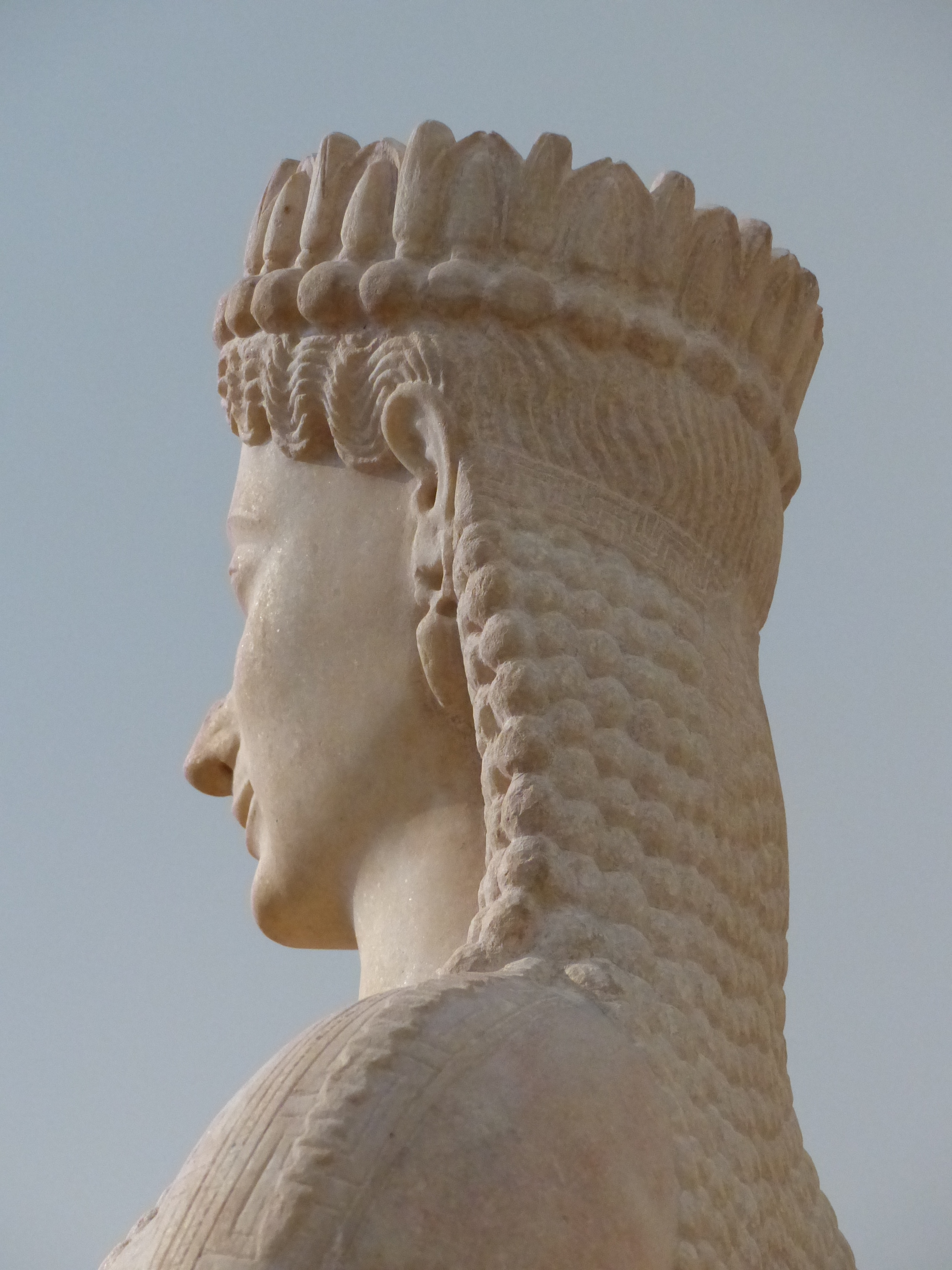
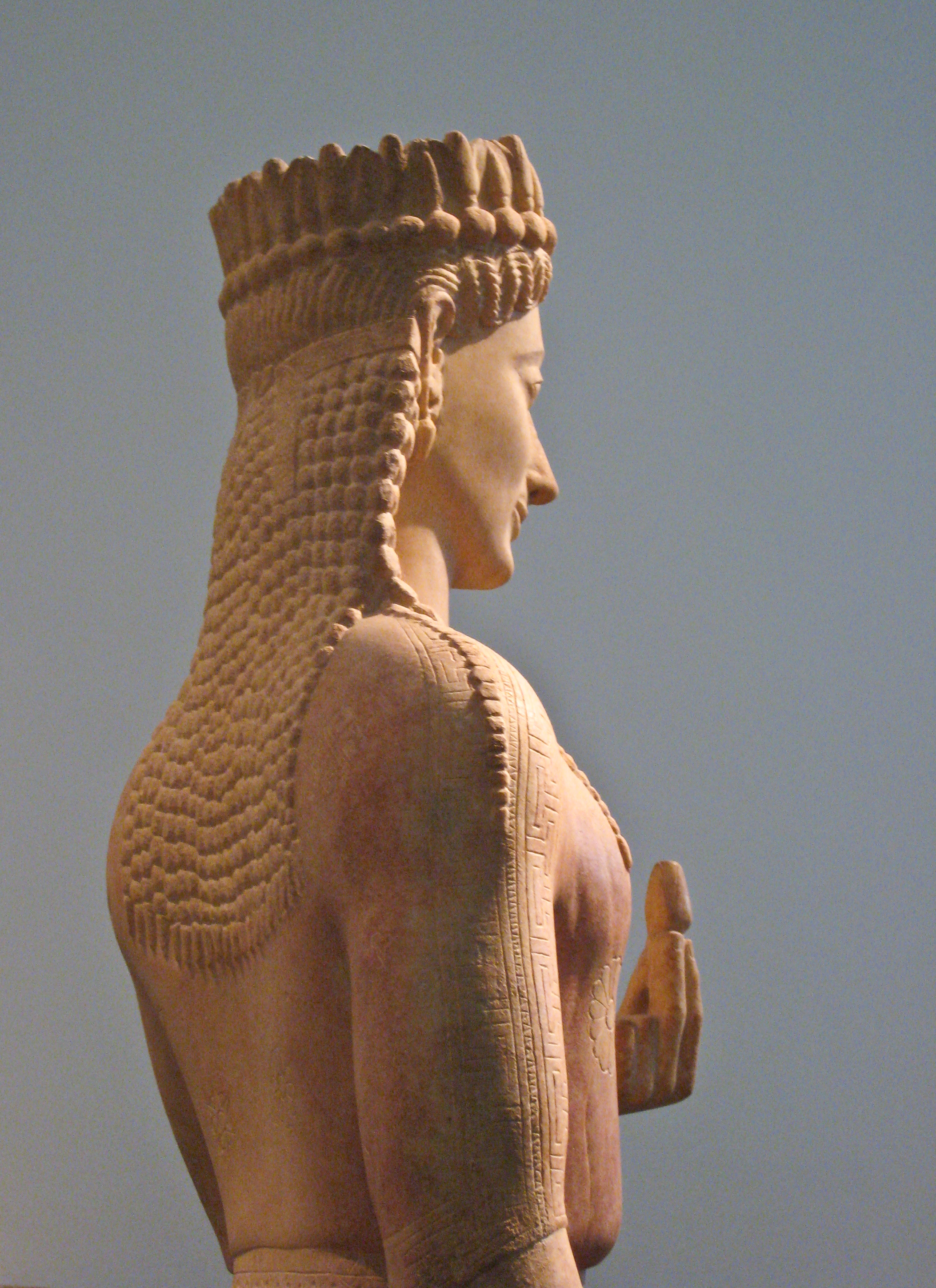
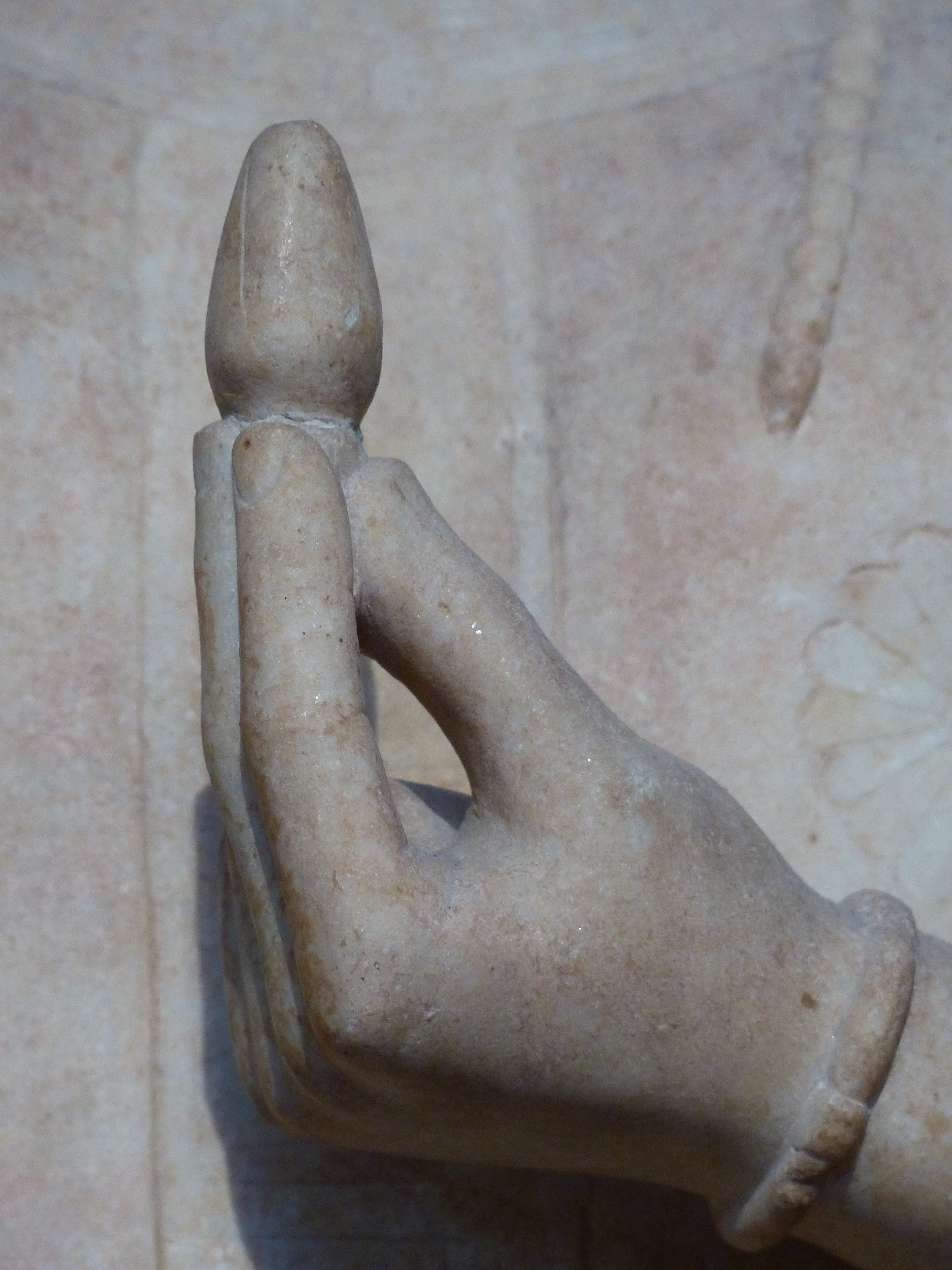
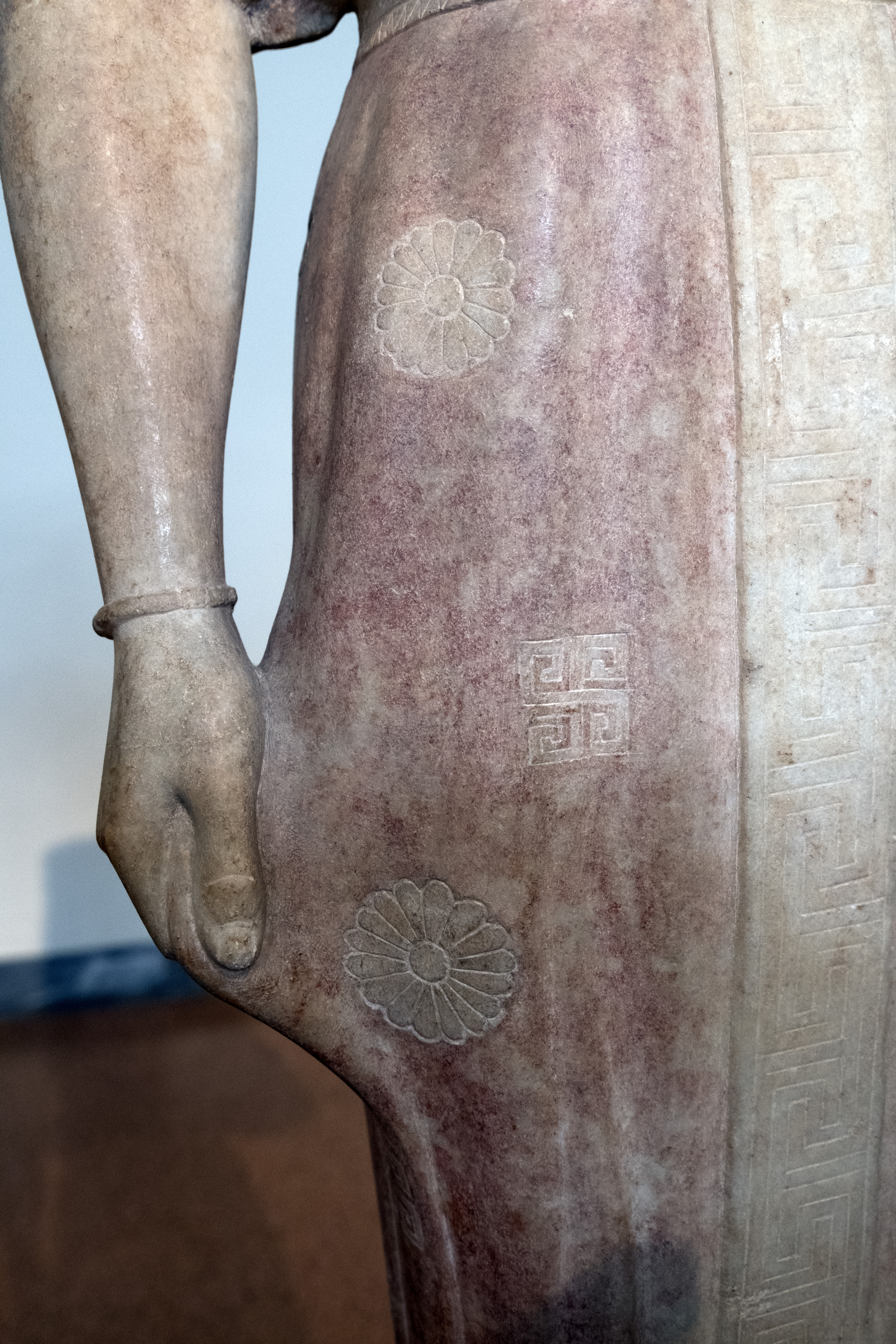
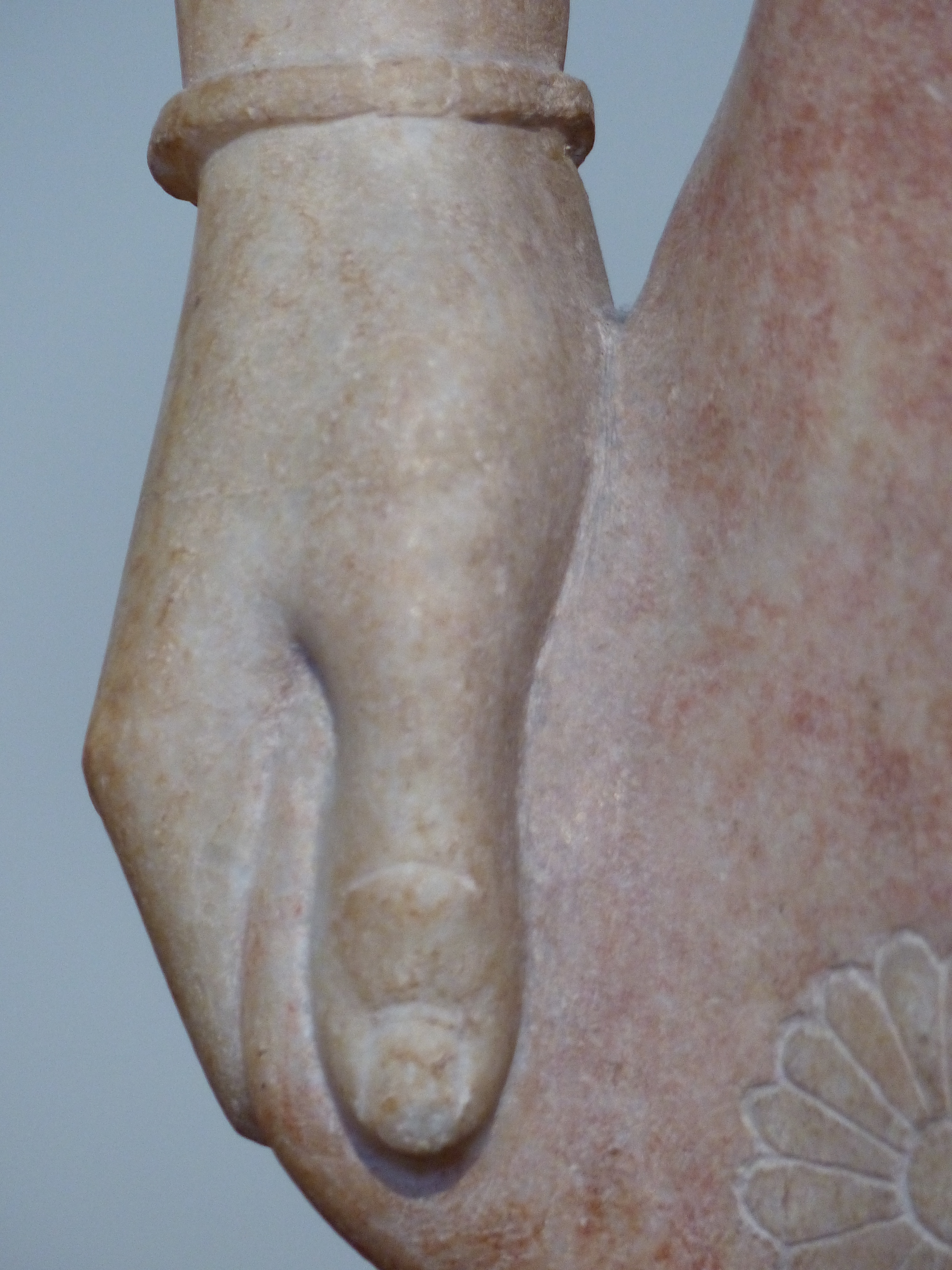
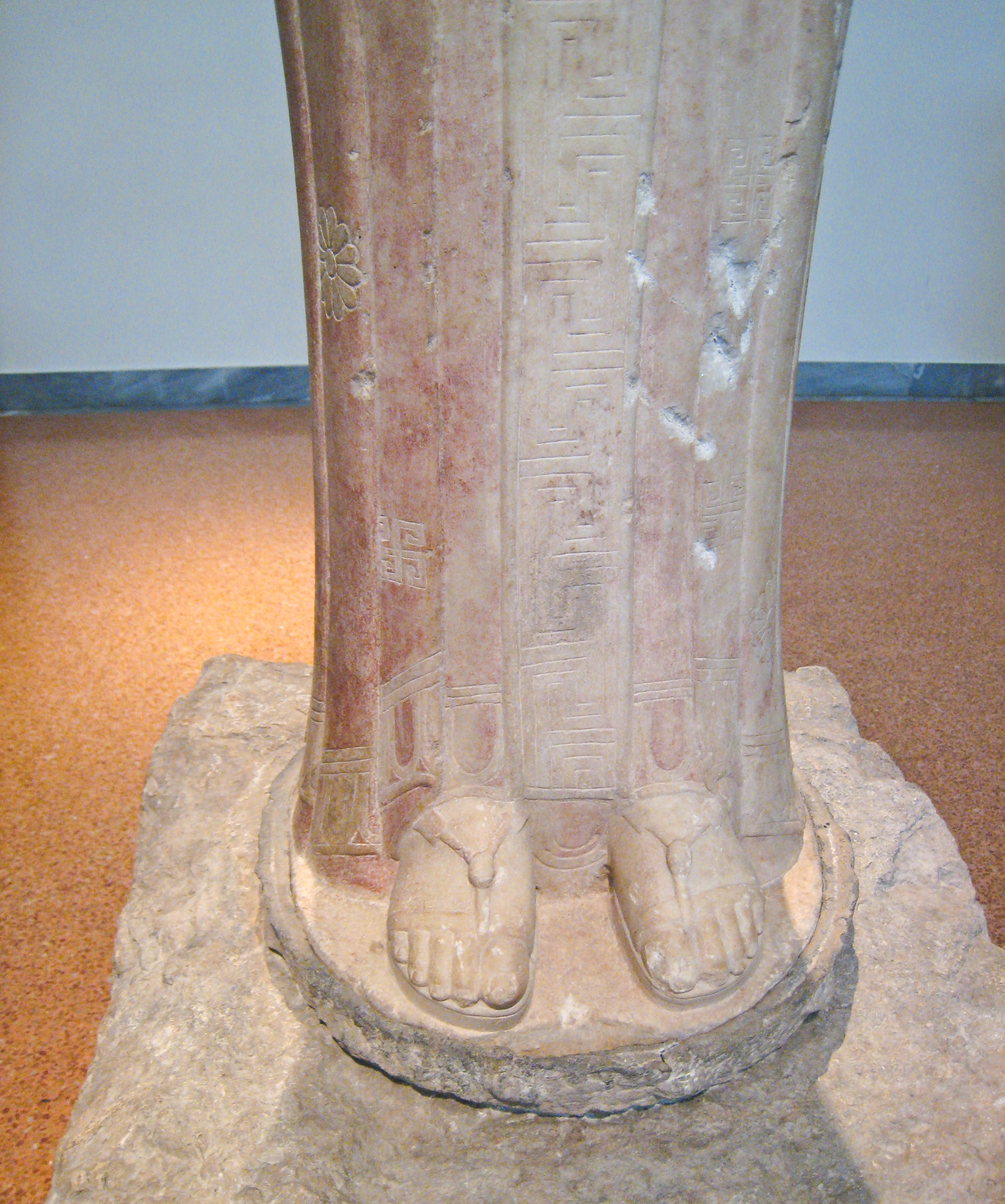
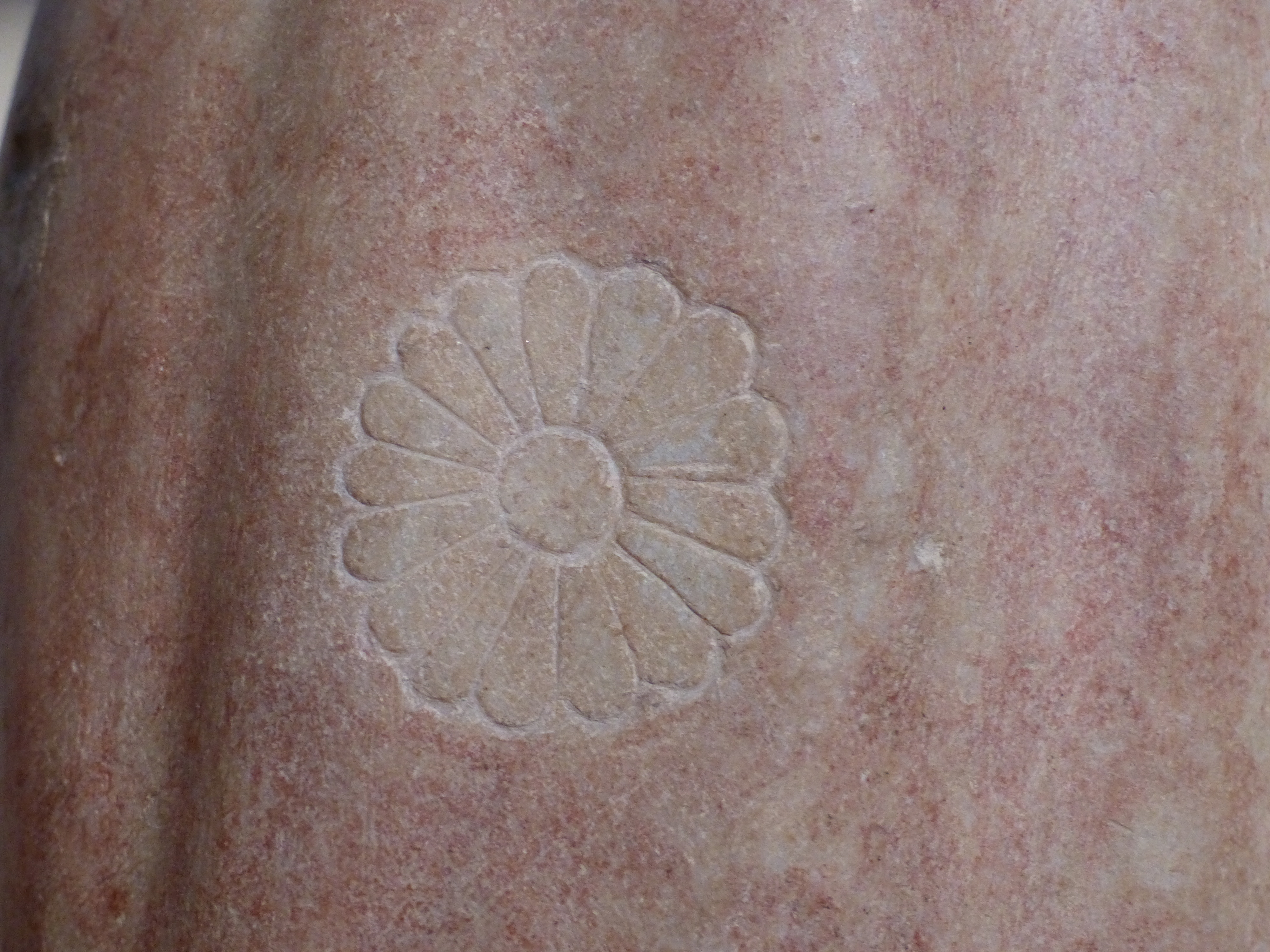
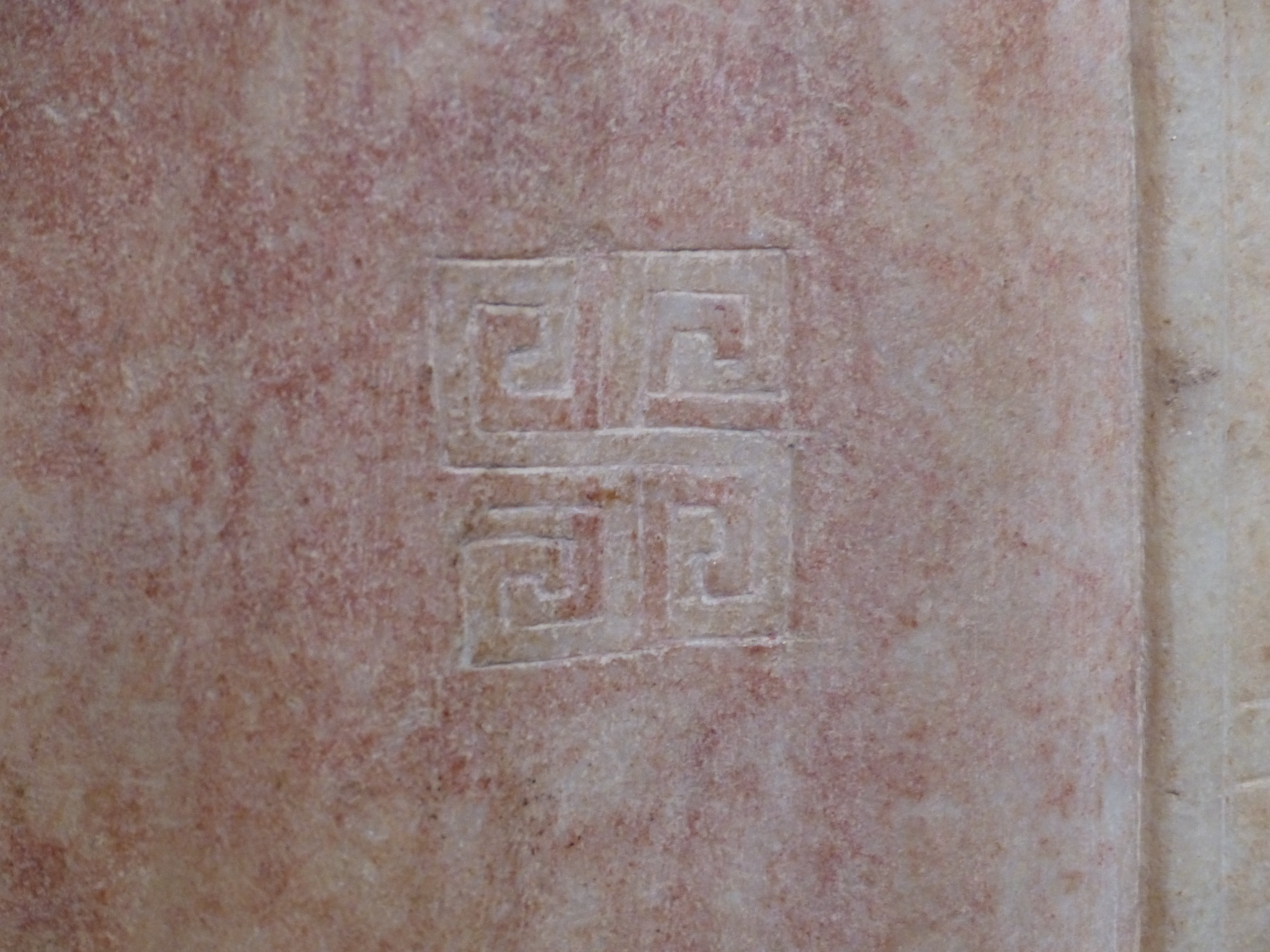